# Mulona barnesi
Mulona barnesi là một loài bướm đêm thuộc phân họ Arctiinae, họ Erebidae.